# Uwe Berndt
Uwe Berndt (ur. 11 maja 1966) – niemiecki kolarz szosowy i torowy, dwukrotny medalista szosowych mistrzostw świata.

## Kariera
Pierwszy sukces w karierze Uwe Berndt osiągnął w 1990 roku, kiedy wspólnie z Maikiem Landsmannem, Uwe Peschelem i Falkiem Bodenem zajął drugie miejsce w drużynowej jeździe na czas na szosowych mistrzostwach świata w Utsunomiya. Wynik ten Niemcy w składzie: Bernd Dittert, Michael Rich, Uwe Berndt i Uwe Peschel powtórzyli na rozgrywanych rok później mistrzostwach świata w Stuttgarcie. Ponadto w 1985 roku wygrał grecki Tour of Sacrifice, a w 1992 roku zajął trzecie miejsce w Berliner Etappenfahrt. W 1987 roku zdobył też brązowy medal torowych mistrzostw kraju w indywidualnym wyścigu na dochodzenie. Nigdy nie wystąpił na igrzyskach olimpijskich.